# Kabelna dizalica
Kabelna dizalica, žičana dizalica ili kabelni granik je vrsta dizalice koja ima jedno ili više napetih nosivih čeličnih užeta kao stazu po kojoj se vozi mačka za dizanje i prijenos tereta. Raspon glavnog nosivog užeta može iznositi i do 1 000 metara. Upotrebljavaju se na otvorenome, najčešće na velikim gradilištima.

## Objašnjenje
Kabelna dizalica ima između dva upornika razapeto jedno ili više čeličnih užeta po kojima se kreće vitlo. Za nosivu užad služe zatvorena, poluzatvorena i otvorena spiralna užad. Vožnja vitla i dizanje tereta obavlja se pomoću zasebnog užeta za vožnju i zasebnog podiznog užeta, a to su uvijek pramena užeta.  
Kabelne dizalice grade se kao stacionarne dizalice kojima su oba upornika nepomična, kao zakretne dizalice kojima se jedan upornik kreće po kružnoj tračnici i kao pokretne dizalice kojima se oba upornika kreću po paralelnim tračnicama. Izvedba je pokretnih kabelnih dizalica najskuplja jer imaju mehanizme za vožnju i vozne pruge koje moraju biti čvrsto građene.
Raspon kabelnih dizalica iznosi od 80 do 1 000 metara (obično od 150 do 400 metara), nosivost im je od 1 do 25 tona (na malim rasponima i do 200 tona), visina dizanja od 10 do 200 metara (velike vrijednosti kad su razapeti iznad klisura), brzina dizanja od 0,5 do 3 m/s, već prema visini dizanja, brzina je vožnje vitla od 2,5 do 10 m/s, a brzina vožnje upornika od 0,1 do 0,4 m/s. Najveći progib nosivog užeta iznosi:
{\displaystyle f_{max}\approx {\frac {l}{20}}-{\frac {l}{30}}}
gdje je: l - raspon. Visina upornika kabelnih dizalica doseže do 25 metara.
Velika je prednost kabelnih dizalica u relativno malim troškovima za premoštenje vrlo velikih raspona, a nedostatak je prije svega veliko i jako ljuljanje tereta u okomitom smjeru zbog velike elastičnosti nosivog užeta.
Kabelne se dizalice upotrebljavaju za prijenos (transport) materijala na velikim gradilištima, na primjer za betoniranje brana, za gradnju mostova, za prijenos na velikim skladištima, osobito za radove na teško pristupačnim terenima. Prebačeni preko klisura i rijeka prikladna su prijenosna sredstva.

### Proračun
Progib nosivog užeta, koje je utegom zategnuto silom Ft, a opterećeno vitlom na kojemu je zavješen teret, može se odrediti pomoću pojedinačne sile F (težina vitla i tereta), vlastite težine nosivog užeta i dodatnog opterećenja koje nastaje djelovanjem podiznog užeta za vožnju. 
Približan izraz na progib na udaljenosti x od upornika glasi:
{\displaystyle f_{x}=({\frac {F}{l}}+{\frac {q}{2\cdot \cos \alpha }})\cdot {\frac {(1-x)\cdot x}{F_{h}}}}
a maksimalni progib (za x = l/2) iznosi:
{\displaystyle f_{max}=({\frac {F}{l}}+{\frac {q}{2\cdot \cos \alpha }})\cdot {\frac {l^{2}}{4\cdot F_{h\,max}}}}
gdje je: q - suma jediničnih težina svih užeta, a Fh - suma vodoravnih komponenata zateznih sila svih užeta. Približno se može uzeti da nosivo uže preuzima sve vodoravne sile i da je najveća sila u užetu Fs max jednaka najvećoj vodoravnoj komponenti:
{\displaystyle F_{s\,max}\approx F_{h\,max}}
Dimenzije nosivog užeta određuje se tako da se za odabranu vrijednost najvećeg progiba fmax izračuna iz gornjeg izraza sila Fh max koja je približno jednaka najvećoj sili u užetu, a ona pomnožena sa sigurnošću S daje sili loma užeta:
{\displaystyle F_{t}\geq F_{h\,max}\cdot S}
računa se da je sigurnost S = 3,5 - 4. 
Nosiva se užad kabelnih dizalica razlikuje od obične užadi za prenosila i dizala. Zaobljenost nosive užadi nije prilagođena zaobljenosti žlijeba kotača, to jest užetnika vitla, koji se po užetu giba, pa se tlakovi kotača na uže prenose kao na tračnicama preko točkastih dodirnih površina. Takvim površinskim tlakovima više odgovara uže s glatkom površinom nego obično prameno uže, pa zato za nosivu užad uglavnom dolaze u obzir sljedeće 3 vrste užeta: potpuno zatvoreno spiralno uže, poluzatvoreno spiralno uže i otvoreno spiralno uže. 
Posebne su izvedbe kabelnih dizalica portalne kabelne dizalice i brodogradilišne kabelne dizalice, koje su sastavljene od više paralelnih kabelnih dizalica na zajedničkim upornicima portalnog oblika.

## Vanjske poveznice
|  | Zajednički poslužitelj ima još gradiva o temi Kabelna dizalica |